# Quadrilatero Romano
Il Quadrilatero Romano (Quadrilàter Roman in piemontese), o semplicemente Quadrilatero, è una zona storica di Torino situato nella Circoscrizione 1, che costituisce la porzione occidentale del centro storico della città. Oggi è identificata maggiormente nella parte posta più a ovest di via XX Settembre e di Porta Palazzo, zona che ospita punti di ritrovo, ristoranti e locali tipici.

## Storia e caratteristiche
Il nome deriva dal perimetro dell'antico castrum romano, ovvero la cinta della colonia su cui venne fondata la primitiva Julia Augusta Taurinorum. Tale area è ancora riconoscibile dall'assetto viario caratterizzato dal reticolo di vie ortogonali e da alcuni importanti resti della cinta, conservatisi fino a oggi.
Il perimetro era delimitato dagli attuali Corso Regina Margherita/Porta Palazzo, tutta via della Consolata, il tratto via Cernaia/via S. Teresa, Piazza Castello/via Roma, sebbene oggi venga intesa, con questo nome, soltanto la parte occidentale del suddetto castrum. L'asse est-ovest, detto decumano maximo (corrispondente all'attuale via Garibaldi), nel passato fu chiamato "via Dora Grossa", poiché sede di un corso idrico al centro della stessa via, in vari punti ancor visibile: esso collegava la cosiddetta Porta Praetoria (per alcuni storici era la Decumana), detta in seguito Porta Fibellona (i cui resti si trovano ora inglobati in Palazzo Madama di piazza Castello, evoluzione dell'antico Castello Acaja-Savoia nel Medioevo) con la Porta Decumana (o altrimenti detta Porta Segusina), perché conduceva verso la Val di Susa, situata all'incrocio tra le attuali vie Garibaldi-via della Consolata, oggi inesistente: a pochi metri da quell'incrocio è presente soltanto la Piazzetta Susina (o Segusina), piazzetta con obelisco che fu poi chiamata Piazza Savoia. Quella che invece verrà chiamata l'attuale zona di Porta Susa si trova più a ovest.
Perpendicolare al decumano maximo, poi, c'era il cardo maximo, sull'asse all'incirca nord-sud, e corrispondente all'attuale via San Tommaso, il quale collegava la Porta Principalis Dextera, conservatasi nelle sue strutture fondamentali (le ancor visibili Porte Palatine, più correttamente dette al singolare, "Porta Palatina", con alcuni reperti intorno a Porta Palazzo), con la Porta Principalis Sinistra (detta in seguito Porta Marmorea), sita in via Santa Teresa angolo via San Tommaso e oggi inesistente. Il tracciato degli altri "cardi", sviluppato sull'asse di via Porta Palatina e via San Tommaso, oggi non risulta chiaramente riconoscibile a causa di interventi di epoca medievale che lo hanno parzialmente cancellato. A fianco della (Porta Palatina), inoltre, sorgeva un antico teatro romano, ora parzialmente coperto della "manica nuova" del Palazzo Reale e parzialmente annesso al Museo di antichità. Secondo una ricostruzione plausibile, l'area attualmente occupata da Piazza Palazzo di Città, l'antica "piazza delle Erbe", per via del mercato chi vi si teneva, sarebbe stata la sede del forum della cittadina romana.
Oltre alla Porta Palatina, rimangono ancora dei resti di mura romane a fianco della stessa, sia a cielo aperto sia inglobati in edifici posteriori. È ancora integro anche un basamento di una torre angolare in via della Consolata angolo via Giulio (dietro il Santuario della Consolata), più resti di fondazioni delle mura nelle sale sotterranee del Museo egizio, fondato nel 1824; quest'ultimo, famoso nel mondo, è secondo solo a quello di Il Cairo e si trova presso l'antica sede dell'Accademia delle Scienze, vicino a Piazza Castello. L'Accademia fu fondata da Joseph-Louis Lagrange come polo culturale e scientifico europeo già ai tempi dell'Illuminismo.
Recentemente, l'area del Quadrilatero viene più comunemente identificata come quella più occidentale, ovvero quella posta più ad ovest del tratto settentrionale di via XX Settembre. Questa parte, oltre ad essere riqualificata con locali, negozi tipici e aree pedonali dove passeggiare, rimane ricca di monumenti e opere storiche, quali:
- palazzi Saluzzo di Paesana e Martini di Cigala, lungo via della Consolata, con l'obelisco di Piazza Savoia
- Convitto nazionale Umberto I
- Palazzo Barolo
- Santuario della Consolata
- Chiesa di Sant'Agostino
- Chiesa del Carmine
- Chiesa di San Dalmazzo
- Basilica Mauriziana
- Chiesa di San Domenico
- Piazza San Giovanni e Piazza IV Marzo
- Chiesa di Santa Chiara
- via Garibaldi
- Palazzo Mazzonis, oggi sede del Museo d'arte orientale (M.A.O.)
- Piazza Emanuele Filiberto
- Palazzo Scaglia di Verrua
- Palazzo del Senato Sabaudo
- Casa del Senato
- Chiesa del Santo Sudario, la cui parte retrostante ospita il Museo della Sindone
- Piazza Palazzo di Città